# Christy Altomare
Christy Altomare (ur. 23 czerwca 1986 w hrabstwie Bucks) – amerykańska performerka i wokalistka śpiewająca sopranem. Za udział w musicalu Anastasia w 2017 roku była nominowana do Drama Desk Award i Outer Critics Circle Award w kategorii najlepsza aktorka w musicalu, w tym samym roku otrzymała Theatre World Award za najlepszy debiut.

## Wybrane musicale
- Mamma Mia! jako Sophie Sheridan (2001)[1]
- Carrie jako Sue Snell (2012)[3]
- Anastasia jako Anya (2017)[1]

## Życie prywatne
W grudniu 2018 roku zaręczyła się z Pete'em Browningiem, za którego wyszła we wrześniu 2022 roku.